# Andrea Delai
Andrea Delai (Scaria d'Intelvi, ca. 1648 – Bolzano, dopo il 1708) è stato un architetto italiano del periodo barocco, attivo in Alto Adige.

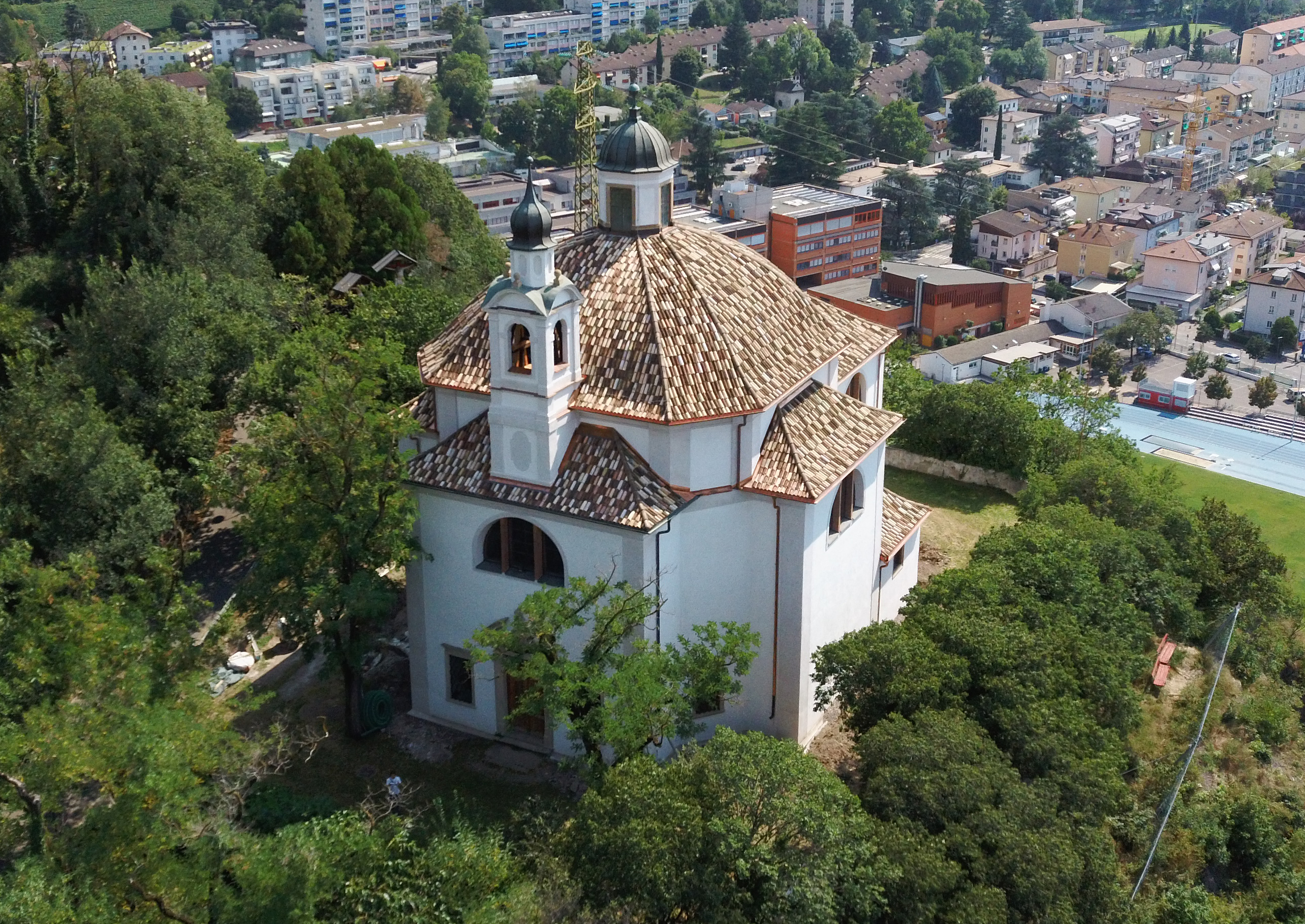
Cappella del Santo Sepolcro a Bolzano

Apparteneva a una famiglia di architetti, costruttori e decoratori della valle d'Intelvi che si trasferì in Tirolo, ed in particolare a Bolzano.
Si formo con il padre Giacomo Delai, diventato architetto civico della città e collaborò a lungo con il fratello maggiore Pietro Delai.
Visse a Bolzano, è documentato nel registro locale della confraternita tra il 1657 e il 1708 e ne ricoprì anche la carica di primo maestro. Nel1667 gli venne conferita la cittadinanza di Bolzano.
Nel 1657 divenne architetto del monastero di Sabiona per seguire il progetto paterno della chiesa della Vergine a pianta ottagonale con quattro cappelle e cupola: un tipo edilizio, di origine lombarda, la cui diffusione in Alto Adige è riferita a Giacomo e ai suoi figli. 
Numerose sono le costruzioni a lui attribuite, in particolare edifici sacri, non solo a Bolzano, ma in tutto il Tirolo, anche se la compresenza di vari familiari rende difficile assegnare l'effettiva responsabilità dei progetti.  
Il figlio Giuseppe Carlo fu architetto civico di Bolzano.

## Opere
- Chiesa del Santo Sepolcro, Bolzano (1683–1684), con il fratello Pietro
- Ampliamento dell'abbazia di Novacella (1680)[1]
- Chiesa di Nostra Signora, Monastero di Sabiona, su progetto del padre
- Cappelle laterali della chiesa di san Francesco, Bolzano (1680), con Ruffinus Laxner
- Chiesa parrocchiale di Santa Gertrude, Magrè (1690–1694), con il fratello Pietro
- Cappella della Madonna, Magrè (1699), con il fratello Pietro